# Reinsätten
Reinsätten var en medeltida norsk adelsätt. 
Ättens namngivning kommer av deras koppling till Rein, en kungsgård  som låg öster om Trondheimsfjorden, i Rissa kommun, Sør-Trøndelag i Norge.
Rein skänktes av kung Olav Kyrre omkring 1070 till Skule Tostesson Kongsfostre, som blev stamfar til kung Inge Bårdsson (död ca 1217) och dennes yngre halvbror, tronpretendenten hertig Skule Bårdsson (död 1240). 
Hertig Skule Bårdsson skänkte år 1226 sitt fadersarv Rein till ett kloster, byggde en kyrka och grundade ett kvinnokloster inom augustinerstiftelsen, Reins kloster, på en höjd i Rissa, med utsikt över yttre delen av Trondheimsfjorden.
Reinsättens mer kända medlemmar var Sigurd Syr, Skule Tostesson jarl, Torberg Arnesson, Tord Folesson, Erling Skjalgsson, Einar Tambarskjelve och Håkon jarl den gamle.